# Hiéroglyphe égyptien F27
La peau de bovin, en hiéroglyphes égyptiens, est classifiée dans la section F « Parties de mammifères » de la liste de Gardiner ; cet hiéroglyphe y est noté F27.

## Représentation
Il représente une peau de bovin (Bos taurus) tendue et sa queue. Il aurait une origine nagadienne et dériverait du signe de la peau animale nagadienne.

## Utilisation
C'est un déterminatif du champ lexical de la peau et des noms de mammifères (en règle générale car il détermine quelques noms d'espèces non mammifères).

## Exemples de mots

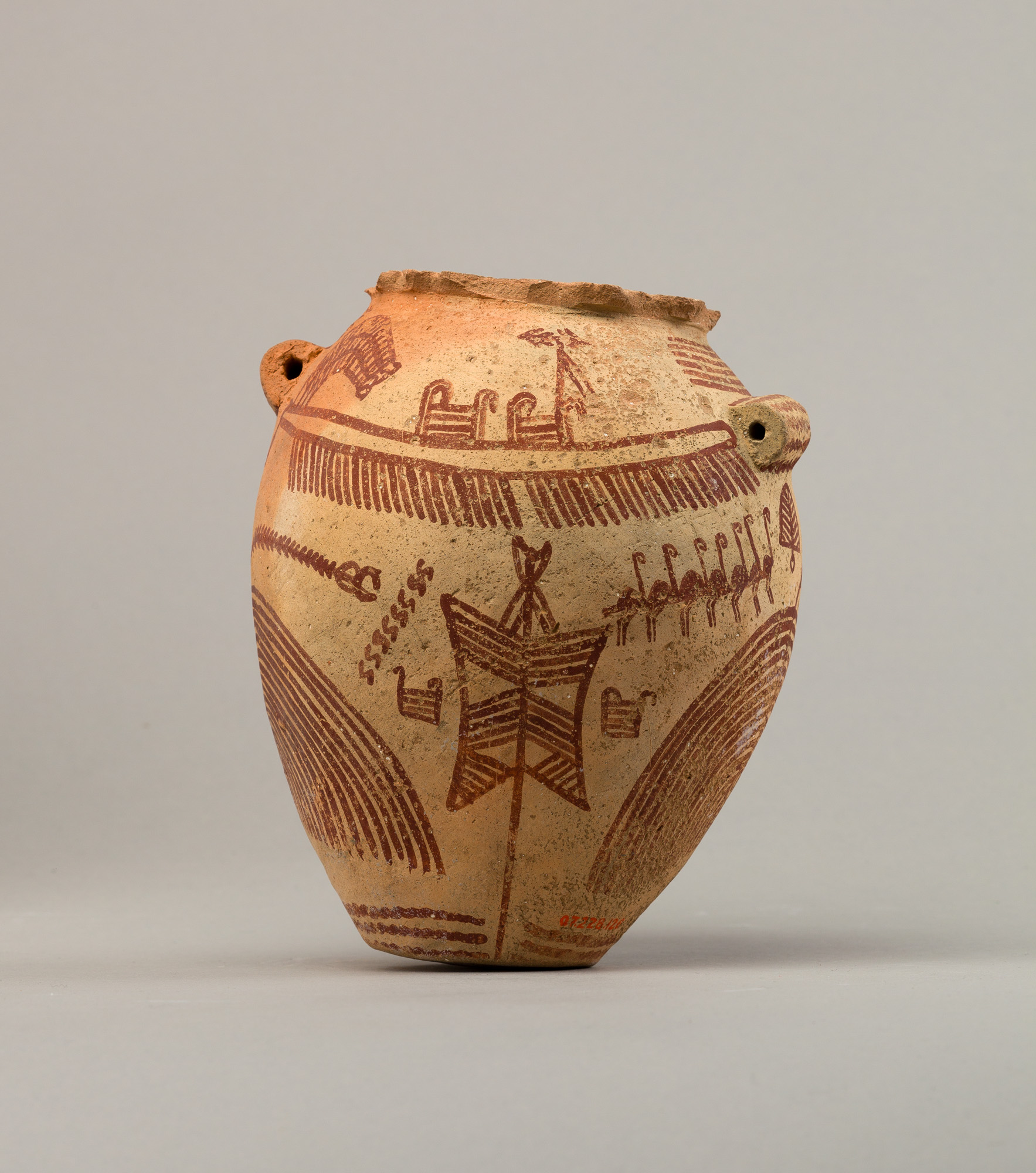
Peau animale nagadienne sur un vase funéraire, Metropolitan Museum of Art.

| d | D2 · r | F27 |

| d | D2 · r | F27 |

| m&a | m&a | F27 |

| m&a | m&a | F27 |

| a | b | x · n | F27 |

| a | b | x · n | F27 |